# Wolfgang Hübner (philologue)
Wolfgang Hübner est un philologue classique allemand né le 18 avril 1939 à Hanovre, spécialisé dans l'astrologie antique.

## Biographie
Wolfgang Hübner commence ses études de philologie classique, de linguistique comparée et de romanistique en 1958 dans les universités de Munich, Paris et Tübingen, où il soutient en 1965 une thèse intitulée Dirae im römischen Epos. Über das Verhältnis von Vogeldämonen und Prodigien, sous la direction de Ernst Zinn. Il prolonge ses études pendant un an à Toulouse, où il est assistant de langue allemande au lycée Berthelot. Après un stage à Fribourg-en-Brisgau et une participation à une méthode d'enseignement expérimentale[à vérifier] à l'école d'éducation nouvelle Birklehof, Hübner travaille de 1968 à 1971 à la rédaction du Thesaurus Linguae Latinae à Munich. Il travaille par la suite durant trois ans à son habilitation, puis travaille comme lecteur dans le cadre du Deutscher Akademischer Austauschdienst à l'université de Venise. Il retourne en Allemagne en 1976 et travaille au lycée Fredenberg de Salzgitter.
Hübner est à partir de 1977 membre du conseil académique pour la philologie à l'université de Trèves et à partir de 1982 professeur invité à l'université de Toulouse-II-Le Mirail. Il passe son habilitation en 1984 à Trèves sous la direction de Hans-Otto Kröner ; la même année, il devient professeur de philologie, avec une spécialisation dans le latin, à l'université d'Augsbourg, puis à l'université de Münster en 1986. Il prend sa retraite en 2004 ; en 2006, il obtient un doctorat honoris causa à l'université de Bologne.

## Sélection de travaux
- Dirae im römischen Epos. Über das Verhältnis von Vogeldämonen und Prodigien, Hildesheim/New York 1970, Spudasmata, 21 (thèse).
- Die Eigenschaften der Tierkreiszeichen in der Antike. Ihre Darstellung und Verwendung unter besonderer Berücksichtigung des Manilius, Wiesbaden 1981 (travail d'habilitation).
- Zodiacus Christianus. Jüdisch-christliche Adaptationen des Tierkreises von der Antike bis zur Gegenwart, Königstein im Taunus, Hain, 1983.
- Varros instrumentum vocale im Kontext der antiken Fachwissenschaften, Wiesbaden, 1984.
- Die Begriffe „Astrologie“ und „Astronomie“ in der Antike: Wortgeschichte und Wissenschaftssystematik. Mit einer Hypothese zum Terminus „Quadrivium“, Stuttgart, 1990.
- Die Dodekatropos des Manilius (Manil. 2, 856–970), Stuttgart, 1995.
- Raum, Zeit und soziales Rollenspiel der vier Kardinalpunkte in der antiken Katarchenhoroskopie, Munich, 2004.
- Crater liberi. Himmelspforten und Tierkreis, Munich, 2006.
- Körper und Kosmos. Untersuchungen zur Ikonographie der zodiakalen Melothesie, Wiesbaden, 2013.

### Éditions critiques
- Die Petronübersetzung Wilhelm Heinses. Quellenkritisch bearbeiteter Nachdruck der Erstausgabe 1773 mit textkritisch-exegetischem Kommentar (éd.), 2 tomes, Francfort-sur-le-Main, Studien zur klassischen Philologie, 16, 1987.
- Grade und Gradbezirke der Tierkreiszeichen. Der anonyme Traktat De stellis fixis, in quibus gradibus oriuntur signorum (éd.), 2 tomes, Stuttgart/Leipzig, 1995.
- Claudii Ptolemaei Opera quae exstant omnia. Vol. 3,1: Apotelesmatika. post F. Boll et Ae. Boer secundis curis edidit Wolfgang Hübner. Stuttgart, 1998.
- (avec Klaus Stähler) Ikonographie und Ikonologie. Interdisziplinäres Kolloquium, Münster 2001 (éd.), Münster, Eikon, 8, 2004
- Manilius „Astronomica“, Buch V. 2 tomes, Berlin/New York, 2010.